# Hugo Marcus
Hugo „Hamid“ Marcus (* 6. Juli 1880 in Posen, Deutsches Reich; † 18. April 1966 in Basel, Schweiz) war ein deutscher Schriftsteller und Intellektueller im Berlin der Weimarer Zeit, der zum Islam konvertierte und als Geschäftsführer der Wilmersdorfer Moschee das Gemeindeleben prägte.

## Leben
Hugo Marcus wurde in Posen als Sohn des Industriellenpaars Joseph Marcus und Cäcilie geb. Hepner geboren. Er hatte zwei Brüder, darunter den sächsischen Kreishauptmann Richard Marcus (1883–1933). 1898 erwarb Marcus das Abitur und siedelte nach Berlin über, wohin 1901 seine Eltern folgten. Er setzte sich im Wissenschaftlich-humanitären Komitee seines Freundes Magnus Hirschfeld für die Rechte Homosexueller ein und arbeitete von 1914 an in Kurt Hillers pazifistischer Zeitschrift Das Ziel mit. Von 1903 an studierte Marcus in Berlin Philosophie an der Friedrich-Wilhelms-Universität. Schon früh feierte er große Erfolge mit philosophischen und spirituellen Büchern, die er als Mitglied des George-Kreises schrieb. 1908 veröffentlichte er seine Doktorarbeit.
Während des Ersten Weltkrieges wirkte Marcus für neun Monate freiwillig als Krankenpfleger, wobei er aber vor allem mit Verwaltungsaufgaben betreut war. Dafür wurde er mit der Rote-Kreuz-Medaille III. Klasse und im April 1936 mit dem Ehrenkreuz des Weltkrieges ausgezeichnet. Durch die Angliederung Posens an den neu geschaffenen polnischen Staat 1919 verlor Marcus' Familie ihr Vermögen weitgehend. Um seinen eigenen Lebensunterhalt zu sichern und seine Eltern zu unterstützen, bot er Tutorien für Studenten aus muslimischen Ländern an. Aus diesen Kontakten ging Anfang der 1920er Jahre die Zuwendung zur Ahmadiyya-Richtung des Islam und 1925 seine Konversion zu der Religion hervor, die damals in Berlin viele Künstler begeisterte. Marcus nannte sich fortan Hamid.
Von 1923 bis 1938 war Hugo Marcus Syndikus der Wilmersdorfer Moschee, damals die einzige Moschee in Deutschland. Er leitete die Zeitschrift Moslemische Revue, arbeitete an Sadr ud-Dins Übersetzung des Korans ins Deutsche mit, war von 1930 bis 1935 Gründungspräsident der Deutschen Muslimischen Gesellschaft, hielt zahlreiche öffentliche Vorträge – und blieb gleichzeitig immer auch Mitglied der jüdischen Gemeinde, da er keinen Widerspruch zwischen diesen beiden Religionen sah. Zugleich blieb er in der Homosexuellenbewegung aktiv. Insbesondere durch seine publizistische Tätigkeit war Marcus in dieser Zeit eine der wichtigsten öffentlich wahrnehmbaren Stimmen des einheimischen Islam in Deutschland.
1935 kandidierte Marcus auf politischen Druck hin nicht mehr als Vorsitzender der Deutschen Muslimischen Gesellschaft. Im Sommer 1936 trat er aus der jüdischen Gemeinde aus.
Bei den Novemberpogromen am 9. November 1938 wurde Marcus verhaftet und in das KZ Sachsenhausen eingewiesen. Er kam, anders als die meisten Opfer dieser Verhaftungskampagne, noch im gleichen Monat wieder frei, vermutlich auch durch Fürsprache Georg von Sachsens. Wie seine Leidensgenossen wurde Marcus zur sofortigen Ausreise aus Deutschland aufgefordert. Der grundsätzlich auf gute Kontakte zur Führung des „Dritten Reichs“ bedachte Ahmadiyya-Imam Muhammad Abdullah setzte sich dennoch für den Verbleib Marcus' ein. Zugleich erwirkten beide verschiedene Ausreisemöglichkeiten für Marcus, unter anderem in die Schweiz, nach Albanien und nach Britisch-Indien. Letzterer nutzte diese Möglichkeiten jedoch vorerst nicht, sondern arbeitete trotz zunehmender Repression weiter an der Koranübersetzung.
Am 23. August 1939, wenige Tage vor dem Beginn des Zweiten Weltkriegs, überquerte Marcus die Schweizer Grenze und lebte während des Krieges im Exil in Oberwil BL. Nach dem Krieg schrieb er noch lange weiter unter dem Pseudonym Hans Alienus für Der Kreis, eine international beachtete Homosexuellenzeitschrift.

## Werke
- Das Frühlingsglück. Die Geschichte einer ersten Liebe. Pierson, Dresden 1900.
- Die Allgemeine Bildung in Vergangenheit, Gegenwart und Zukunft. Eine historisch-kritisch-dogmatische Grundlegung. Ebering, Berlin 1903.
- Meditationen. Ort unbekannt 1904.
- Musikästhetische Probleme auf vergleichend-ästhetischer Grundlage nebst Bemerkungen über die großen Figuren in der Musikgeschichte. Concordia, Berlin 1906.
- Die Ornamentale Schönheit der Landschaft. Als Beitrag zu einer allgemeinen Ästhetik der Landschaft und der Natur. Piper, München 1912.
- Das Tor dröhnt zu. Berlin 1915.
- Sophie Hoechstetter: Lord Byrons Jugendtraum. Novelle. Mit einem Nachwort von Hugo Marcus. Reclam, Leipzig o. J. [1925].
- Metaphysik der Gerechtigkeit. Die Äquivalenz als kosmisches, juristisches, ästhetisches und ethisches Prinzip. Ernst Reinhardt, Basel 1947.
- Rechtswelt und Ästhetik. Bouvier, Bonn 1952.
- Die Ideistik. Basel 1958.
- Die Fundamente der Wirklichkeit als Regulatoren der Sprache. Bouvier, Bonn 1960.
- Einer sucht den Freund. Gedanken zum Thema „Das Ewige und der Freund“. Lambert Schneider, Heidelberg 1961.
- Einer sucht den Freund und andere Texte. Ein Lesebuch, zusammengestellt und herausgegeben von Wolfram Setz. Männerschwarm, Berlin 2022, ISBN 978-3-86300-080-6[10]